# Tachyphyle albisparsa
Tachyphyle albisparsa là một loài bướm đêm trong họ Geometridae.